# Encino (Santander)

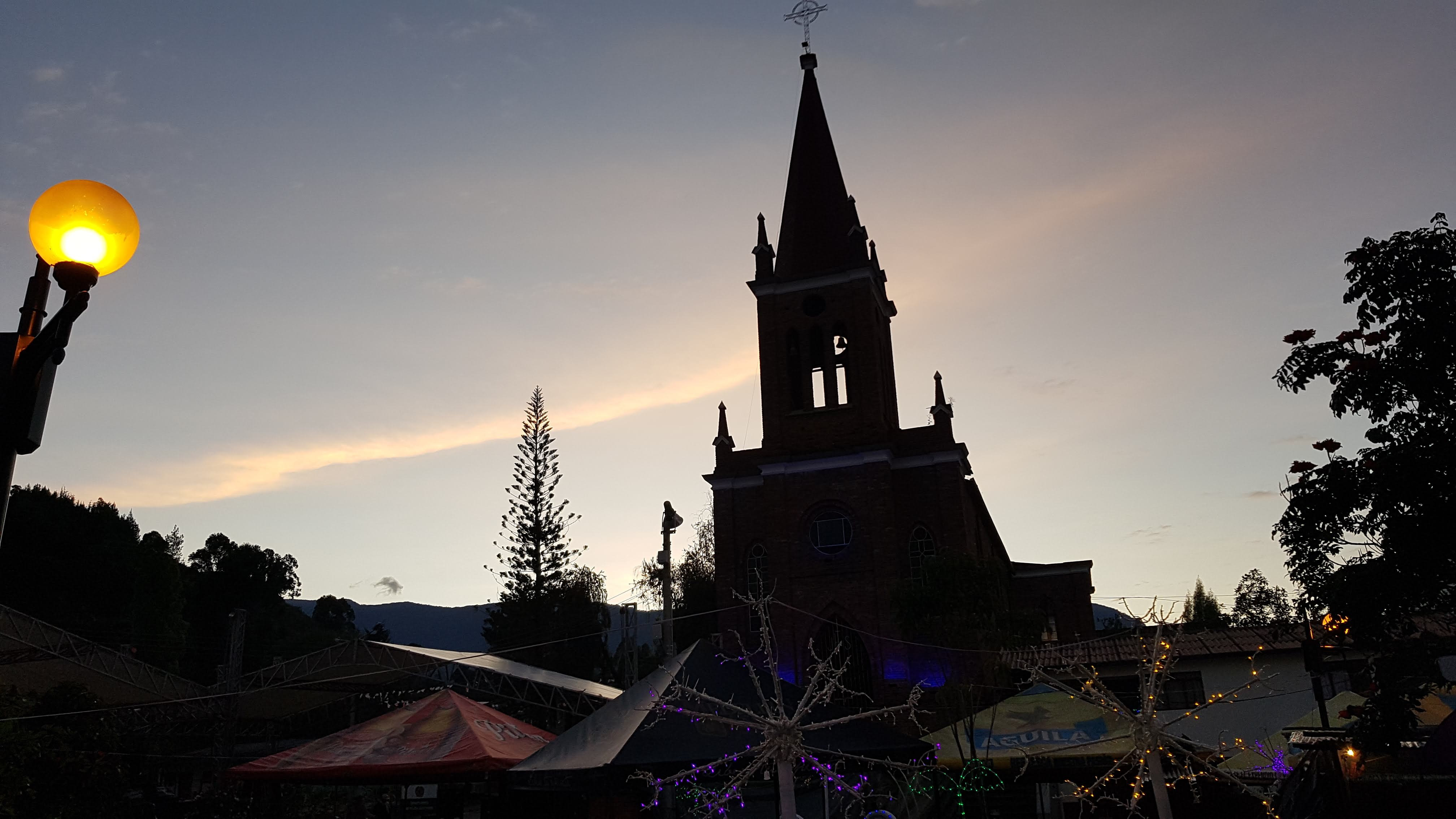
Amanecer en Encino - Parque principal y templo parroquial.

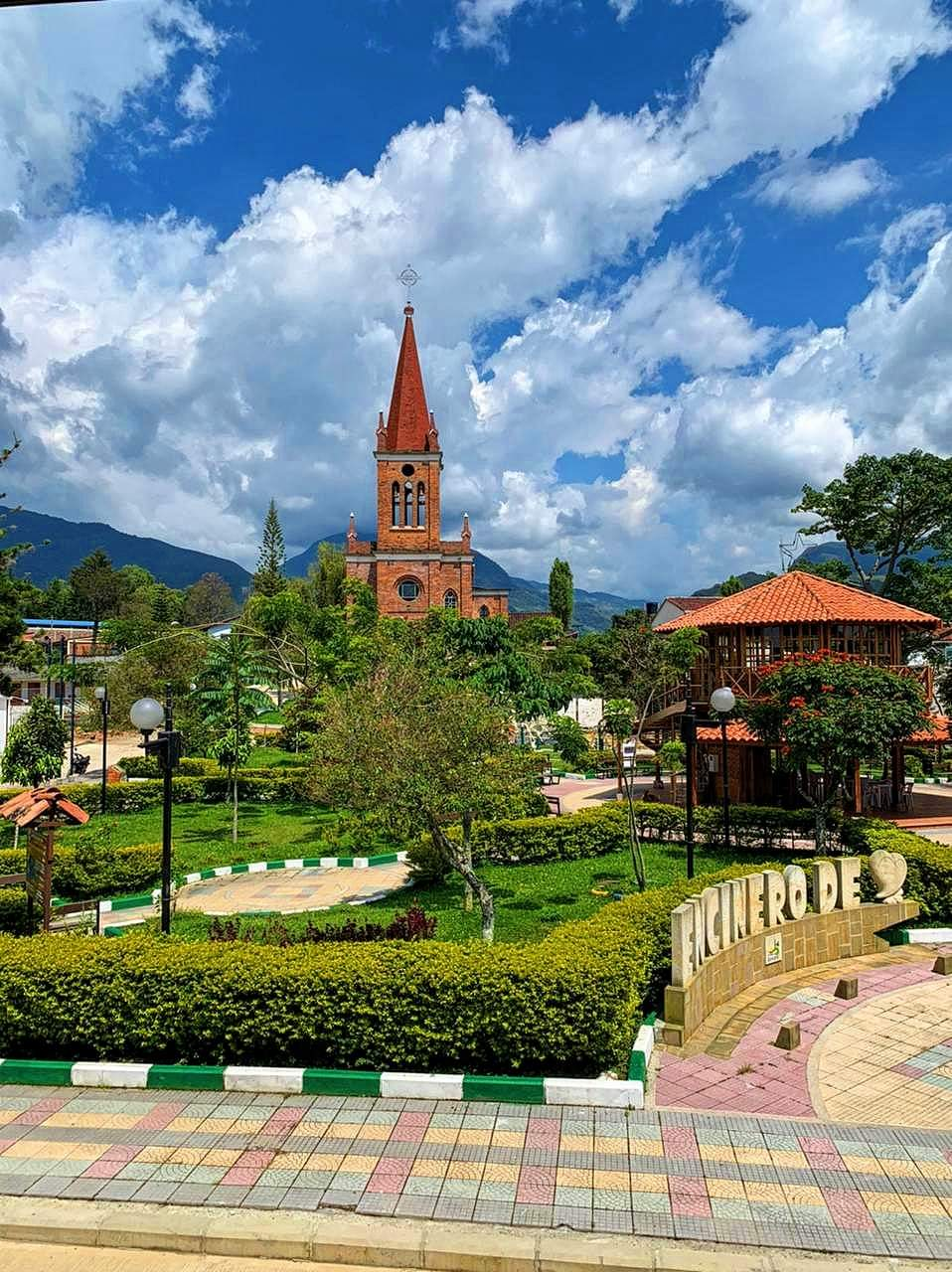
Panorámica del Parque Principal de Encino y de fondo su emblemática iglesia.

Encino es un municipio de Colombia, en el departamento de Santander. Se encuentra al sur del departamento, en la provincia de Guanentá, a 185 km de la capital Bucaramanga. El municipio limita por el norte y oeste con Charalá; por el este con el corregimiento de Cincelada, municipio de Coromoro, y por el sur con Belén (Boyacá), Santa Rosa de Viterbo (Boyacá) y Duitama.
El nombre del actual municipio de Encino, según su historia, se denominó del sitio denominado “El Encinito”, conforme estudios realizados en la región fue ampliamente habitado por los indígenas guanes que tributaban al cacique, por ello se analiza que este pueblo ya conformaba un caserío indígena a la llegada de los españoles.

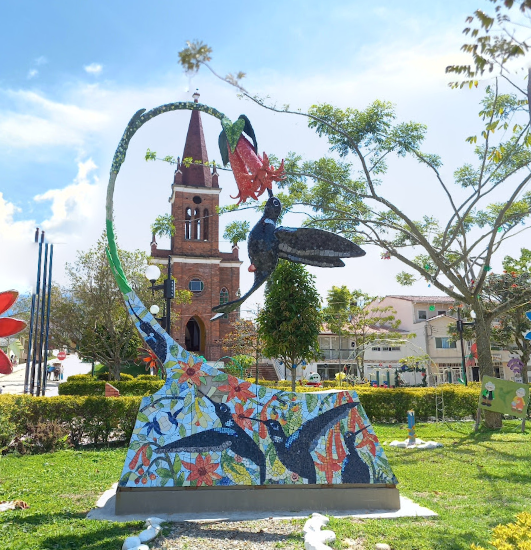
Monumento en el Parque de Encino al Colibri Inca

## División administrativa
Administrativamente, se divide en 13 veredas:
- Avendaños 3.
- Rionegro.
- Chapa.
- Tumbitá.
- Pericos.
- Poima.
- Micos.
- Centro.
- Cabuya.
- Minas.
- Patios Bajos o La gorda.
- Patios altos.
- Canadá.

## Sitios Turísticos
- Laguna Cachalú.
- Laguna Aguas Claras.
- Laguna Grande.
- Puente de La Variante.
- Torre de observación de aves.